# Мулаварман
Шри Мулаварман — раннесредневековый индонезийский царь, правивший в начале — первой половине V века на территории Восточного Калимантана. Политико-территориальное образование Мулавармана, получившее название Кутай, располагалось в низовьях реки Махакам. Исторически первый индонезийский правитель, надписи которого сохранились до наших дней.

## Надписи Мулавармана. Происхождение
В настоящее время известно 7 сохранившихся надписей на санскрите (письменность «Раннее Паллава»), приписываемых царю Мулаварману. Надписи содержатся на «жертвенных столбах» (yūpa), обнаруженных в районе Кутай (Кутэй) в низовьях реки Махакам на территории Восточного Калимантана. Предназначение каждого «жертвенного столба» индивидуально. Надписи Мулавармана не содержат датировки, однако по палеографическим данным их относят к началу — первой половине V века. Составители этих надписей хорошо знали поэтическую метрику санскрита, большинство из них написано размером ануштубх.
Согласно надписи I, Шри Мулаварман был одним из трёх сыновей Ашвавармана, сына «великолепного, прекрасного царя (narendra), великого духом Кундунги». Большинство исследователей сходятся во мнении, что имя Кундунга имеет местное австронезийское происхождение.

## Титулы и эпитеты
В надписи I Мулаварман величается «наделённым самообладанием и силой аскезы величайшим из царей (rājendra)», в надписи II — «великолепным предводителем царей», в надписи V — «очень могущественным великолепным господином» и «величайшим из царей (rājendra)», в надписи VI — «прекрасным царём», наконец, в надписи VII Мулаварман именуется «величайшим из царей» и «сознающим свой долг (dharmātman) лучшим из царей (pārthivendra)».

## Царство Мулавармана
Кутайская надпись под номером VII скупо упоминает о завоеваниях и расширении царства Мулавармана:

«Величайший из царей Шри Мулаварман, победив царей (pārthivān) в битве, сделал царей (nṛpatīn) данниками (karadān, «дающими дань»), как царь Юдхиштхира».

Сохранившиеся надписи Мулавармана свидетельствуют о довольно близком знакомстве современного ему общества с индийской культурой, религиозной литературой и письменностью. Об этом, в частности, свидетельствует свободное использование санскрита и его поэтических метрик, заимствование царских титулов и упоминание индуистских персонажей вроде Юдхиштхиры. Всё это может свидетельствовать о тесных морских контактах жителей юго-востока Калимантана того периода с Индией, что в свою очередь, предполагает довольно высокий уровень развития мореходства. Кроме того, надписи Мулавармана свидетельствуют о наличии определённой специализации общественной деятельности: как минимум, в обществе существовала страта управленцев во главе с царём и социальная организация жрецов во главе со своими предводителями (vipramukhyāḥ в надписи III).
Исходя из местонахождения «жертвенных столбов» с надписями Мулавармана можно сделать вывод, что его царство, неизвестное по наименованию, располагалось в низовьях реки Махакам на востоке Калимантана, в районе, получившем название Кутай (или Кутэй). В настоящее время размеры царства Мулавармана достоверно не известны. Очевидно, что в его состав входило несколько поселений, часть из которых составляла наследственный «домен» Мулавармана, а другая часть — вновь подчинённые территории, правители которых стали его данниками. Не исключено, что царство Мулавармана было создано в результате объединения различных прибрежных малайских поселений Западной Нусантары, в которых развивались межостровная торговля и земледелие. 
Из содержания надписей на «жертвенных столбах» можно сделать вывод, что среди подданных Мулавармана были не только жрецы и вассальные правители, но и знатоки письменности, резчики по камню и мореходы, однако надписи ничего не говорят о царских сановниках и родственниках царя (за исключением отца и деда Мулавармана). Можно предположить, что в период правления Мулавармана происходило некое изменение социальных отношений и вводились новые социальные нормы. Не известно, насколько властные институты были отделены от населения, можно лишь утверждать, что царская власть имела наследственный характер.

## Память в современной Индонезии
В современной Индонезии, особенно на территории Восточного Калимантана, память о Мулавармане сохраняется в названиях многих объектов: Университет Мулавармана (Самаринда), Стадион Мулавармана (используется футбольным клубом Бонтанга), Музей Мулавармана в Тенгаронге, улиц в различных городах и др.